# Рудольф Мате
Рудо́льф Мате́ (англ. Rudolph Maté; 21 січня 1898 — 27 жовтня 1964), ім'я при народженні — Рудольф Мейєр (Rudolf Mayer) — американський кінооператор і кінорежисер польського походження.

## Біографія
Рудольф Мате народився в єврейській родині в Кракові (в той час Австро-Угорщина, тепер Польща), закінчив Університет Будапешта.
Почав кінокар'єру в 1920 році як асистент оператора в Угорщині, а потім в інших країнах Європи, співпрацював з німецьким режисером Карлом Фройндом. Працював оператором фільмів данського режисера Карла Теодора Дреєра «Страсті Жанни д'Арк» (1928) і «Вампір», обидві картини відрізняло видатне візуальне рішення. З середини 1930-х працював у Голлівуді. Серед найкращих операторських робіт Мате в Голлівуді — «Іноземний кореспондент» (1940), «Леді Гамільтон» (1941), «Бути чи не бути» (1942), «Сахара» (1943), «Дівчина з обкладинки» (1944), «Гільда» (1946).
З 1947 року почав працювати режисером. Його фільмографія включає фантастичний фільм «Коли світи зіткнуться» (1951), класичний нуар «Мертвий після прибуття» (1950) і пеплум «Триста спартанців» (1962).
Помер у Голлівуді у віці шістдесяти шести років від інфаркту міокарда, похований на Цвинтар Святого хреста (Калвер-Сіті) Каліфорнія.

## Оцінка критики
Кінокритик Майкл Вокер наступним чином оцінив творчість Мате: «Кар'єра Рудольфа Мате як головного оператора була видатною, він забезпечував як великих, так і малих режисерів візуальним стилем і атмосферою, відповідної їх задачам. Від досягнутої c допомогою важких лінз розсіяного зображення на „вампіра“ (цей фільм, напевно, досі є найбільш близьким у передачі відчуття сновидіння) до точних чорно-білим контрастів „Гільди“, діапазон його творчості був значний, а якість роботи постійно дуже високим.
В ролі режисера його робота не була настільки переконливою. Хоча деякі його фільми відрізнялися авторським своєрідністю і незвичністю — фрейдистські бачення і важкий психологізм — у фільмі „Темне минуле“, нуаровий морок — в „Мертвий після прибуття“ і апокаліпсис кінця світу у фільмі „Коли стикаються світи“, більшість його фільмів відрізняє нерівність по причини відсутності сильної режисерської індивідуальності».

## Визнання
За свою операторську роботу Мате п'ять разів був номінований на Оскар: у 1941 році — за фільм «Іноземний кореспондент», в 1942 році — за фільм «Леді Гамільтон», в 1943 році — за фільм «Гордість янкі», в 1944 році — за фільм «Сахара», в 1945 році — за фільм «Дівчина з обкладинки».

## Фільмографія
Як кінооператор
- 1920 — Альпійська трагедія / Alpentragödie
- 1922 — Parema — Das Wesen aus der Sternenwelt
- 1923 — Венеційський купець / Der Kaufmann von Venedig
- 1924 — Міхаель / Mikaël
- 1925 — Корсар Пієтро / Pietro der Korsar
- 1927 — Unter Ausschluß der Öffentlichkeit
- 1928 — Пристрасті Жанни д'Арк / La passion de Jeanne d'Arc
- 1930 — Міс Європа / Prix de beauté (Miss Europe)
- 1931 — Пан півночі / Le monsieur de minuit
- 1932 — Вампір / Vampyr
- 1932 — Хіба не ми все? / Are not We All?
- 1932 — Мсьє Альберт / Monsieur Albert
- 1932 — Лілі Крістін / Lily Christine
- 1932 — Образа / Insult
- 1933 — Веселий монарх / The Merry Monarch
- 1933 — На вулицях / Dans les rues
- 1933 — Пригоди царя Павзолія / Les aventures du roi Pausole
- 1933 — Паприка / Paprika
- 1934 — Ліліом / Liliom
- 1934 — Останній мільярдер / Le dernier milliardaire
- 1935 — Пекло Данте / Dante's Inferno
- 1935 — Військово-морська дружина / Navy Wife
- 1935 — Одягнений викликати тремтіння / Dressed to Thrill
- 1935 — Метрополітен / Metropolitan
- 1935 — Професійний солдат / Professional Soldier
- 1936 — Секрет Чарлі Чана / Charlie Chan's Secret
- 1936 — Послання до Гарсіа / A Message to Garcia
- 1936 — Додсворт / Dodsworth
- 1936 — Наші відносини / Our Relations
- 1936 — Прийди і володій / Come and Get It
- 1937 — Ізгой / Outcast
- 1937 — Стелла Даллас / Stella Dallas
- 1938 — Пригоди Марко Поло / The Adventures of Marco Polo
- 1938 — Блокада / Blockade
- 1938 — Youth Takes a Fling
- 1938 — Торгові вітру / Trade Winds
- 1939 — Любовний роман / Love Affair
- 1939 — Справжня слава / The Real Glory
- 1940 — «Моя кохана дружина» / My Favorite Wife
- 1940 — «Іноземний кореспондент» / Foreign Correspondent
- 1940— «Сім грішників» / Seven Sinners
- 1941 — Леді Гамільтон / That Hamilton Woman
- 1941 — Нью-орлеанська кохана / The Flame of New Orleans
- 1941 — Все почалося з Єви / It Started with Eve
- 1942 — «Бути чи не бути» / To Be or Not to Be
- 1942 — «Гордість янкі» / The Pride of the Yankees
- 1943 — Мене накрили / They Got Me Covered
- 1943 — Сахара / Sahara
- 1944 — Дівчина з обкладинки / Cover Girl
- 1944 — Адреса невідома / Address Unknown
- 1945 — Сьогодні ввечері і щовечора / Tonight and Every Night
- 1945 — Понад 21 / Over 21
- 1946 — Гільда / Gilda
- 1947 — З небес на землю / Down to Earth
- 1947 — Від долі не втечеш / It Had to Be You
- 1947 — Леді з Шанхаю / The Lady from Shanghai

Як режисер
- 1947 — Від долі не втечеш / It Had to Be You
- 1948 — Темне минуле / The Dark Past
- 1950 — Не треба сумних пісень для мене / No Sad Songs for Me
- 1950 — Мертвий після прибуття / DOA
- 1950 — Станція Юніон / Union Station
- 1950 — Клейменов / Branded
- 1951 — Принц, який був злодієм / The Prince Who Was a Thief
- 1951 — «Коли світи зіштовхнуться» / When Worlds Collide
- 1952 — Зелена рукавичка / The Green Glove
- 1952 — Паула / Paula
- 1952 — Селлі і Свята Анна / Sally and Saint Anne
- 1953 — Гравець з Міссісіпі / The Mississippi Gambler
- 1953 — Другий шанс / Second Chance
- 1953 — Заборонено / Forbidden
- 1954 — Облога на Червоній річці / Siege at Red River
- 1954 — «Чорний щит Фолворта» / The Black Shield of Falworth
- 1955 — Жорстокі люди / The Violent Men
- 1955 — Далекі обрії / The Far Horizons
- 1955 — Роки в сідлі / The Rawhide Years
- 1956 — Чудо в дощ / Miracle in the Rain
- 1956 — Порт Африка / Port Afrique
- 1956 — Три жорстоких людини / Three Violent People
- 1958 — Поховання в морі / The Deep Six
- 1959 — «Серенада великого кохання» / For the First Time
- 1960 — Варвари / The Barbarians
- 1962 — Аліки, моя любов / Aliki My Love
- 1962 — Сім морів до Кале / Il dominatore dei sette mari
- 1962—300 спартанців / The 300 Spartans